# 페드루 드 소자 올스테잉

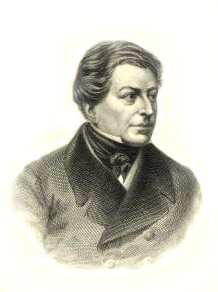
페드루 드 소자 올스테잉

페드루 드 소자 올스테잉, 1대 팔멜라 공작(Pedro de Sousa Holstein, 1st Duke of Faial and Palmela, 1781년 - 1850년)은 19세기 전반 포르투갈의 정치인·외교관으로서 가장 주목할 만한 인물 중에 한 명이다. 그는 수상의 지위에까지 올랐다.
일찍이 1808년의 바욘 회합에서 나폴레옹을 접견하고 「포르투갈은 결코 에스파냐처럼 행동하지 않겠다」고 확약하여 명성을 얻었다. 그 약속은 바로 프랑스 황제가 원하던 바였다.
빈 회의 때는 포르투갈의 전권대표로 참석하여, 라브라도 후작이 대표로 참석한 에스파냐의 주장에 맞서 올리벤사에 대한 포르투갈의 권리 주장을 관철했다. 짧은 영국 주재 대사 경험을 거쳐 브라질의 외무상으로 임명되었다.
1820년 에스파냐 반란의 영향으로 포르투갈에서도 혁명이 일어나 제헌의회가 소집되자, 그는 제헌의회측과 복위를 원하는 주앙 6세측의 연락을 맡았다. 교섭이 성공하여 1821년 주앙 6세는 포르투갈로 복귀할 수 있었으며, 그는 그 공로로 팔멜라 후작으로 승작하고, 본국의 외무상이 되었다(1823년).
1824년의 헌법안은 주앙 6세가 받아들이기에는 지나치게 자유주의적인 것이었다. 게다가 대내적인 여건 변화와 대외적인 여건 변화가 있었다. 대내적으로는 브라질에서 포르투갈로 복귀해야 하는 다급한 처지에 있었던 몇 년 전과 달리 국왕은 이미 권좌에 앉아 있었다. 또한 대외적으로 에스파냐 반란은 그 전 해에 프랑스의 개입으로 진압되었다. 주앙 6세의 동의 거부로 입헌주의자와 전제주의자 사이에 봉합되어 있던 갈등은 폭발했다. 전제주의 진영의 핵심 인물인 왕비 카를로타와 국왕의 차남 미겔은 1824년 팔멜라 후작을 체포했다. 자유를 되찾은 후, 그는 영국 주재 대사로 발령됐다.
1826년 3월 10일, 주앙 6세가 죽자, 장남이며 브라질의 국왕인 페드루 4세가 브라질에 있는 상태로 왕위를 계승했다. 1828년, 미겔은 권좌의 공백을 이용하여 반란을 일으켰다. 팔멜라 후작은 포르투에 근거한 자유주의파에 편에 섰다가 영국으로 망명할 수밖에 없게 되었다. 미겔은 스스로를 국왕으로 선포했지만, 페드루 4세는 장녀인 마리아 2세에게 왕위를 물려주고 자유주의자들의 세력을 등에 업었다. 반란은 내전으로 번졌다(포르투갈 내전). 팔멜라 후작은 런던에서 마리아 2세 진영의 대사 역할을 수행했다.
영국의 제독 찰스 네이피어를 끌어들여 자유주의파의 해군 사령관으로 삼는 데 성공한 팔멜라 후작은 마리아 2세와 함께 아조레스에 상륙했다. 런던에서 격렬한 반(反)미겔 캠페인을 벌인 공로가 인정되어 그는 자유주의파의 외무상으로 승진했다. 1833년에는 찰스 네이피어 함대와 함께 아소르스에서 포르투로 자유주의파의 원군으로 도착했다. 동년 7월 5일 상비센트 해전에서 찰스 네이피어가 미겔의 해군을 대파함으로써 내전에서 자유주의파의 승리는 결정적인 것으로 되었다. 이듬해 마리아 2세가 리스본에 입성하면서 내전은 끝났다.
팔멜라 후작은 1834년 9월 24일, 마리아 2세 치하의 포르투갈의 새로운 입헌정부에서 초대 수상에 올랐다. 그는 1842년과 1846년, 두 번 더 수상을 지냈다. 1850년 10월 10일, 그간의 공로를 인정받아 팔멜라 공작으로 승작했다.

## 같이 보기
- 나폴레옹 전쟁
- 빈 회의
- 에스파냐 반란
- 포르투갈 내전
- 찰스 네이피어